# 소나티네
소나티네(독일어: sonatine) 또는 소나티나(이탈리아어: sonatina)는 악곡의 형식으로, 규모가 작은 소나타를 말한다. 이 용어는 소나타에 지소사인 -ine, -ina 등이 붙은 것이다. 그 이름대로 소나타 형식의 전체가 소규모로 축소되고, 성격적으로는 단순 명쾌한 내용을 가지고 있으며 기술적으로는 용이한 것을 말한다. 예를 들면 초학자용 선곡집에 포함되어 있는 것들은 모두 그와 같은 예이나, 근대에는 모리스 라벨의 《소나티네》(1905년)와 같이 규모는 크지 않다 해도 내용, 기술과 더불어 극히 고도의 악곡의 예도 있다.

## 소나티네/소나티나를 작곡한 사람들

### 피아노용
- 무치오 클레멘티
- 알렉산드르 보로딘
- 아람 하차투리안
- 벨러 버르토크
- 샤를 발랑탱 알캉
- 카를 체르니
- 카를 필리프 에마누엘 바흐
- 에릭 사티
- 페루초 부소니
- 요제프 하이든
- 장 시벨리우스
- 모리스 라벨
- 에드워드 엘가
- 알렉산데르 탄스만
- 안톤 디아벨리
- 드미트리 카발렙스키
- 다리우스 미요
- 세르게이 프로코피예프
- 밀리 발라키레프

### 다른 악기와 피아노의 이중주용
- 장 시벨리우스(바이올린)
- 안토닌 드보르자크(바이올린)
- 프란츠 슈베르트(바이올린)
- 즈데네크 피비히(바이올린)
- 말콤 아놀드(클라리넷, 오보에)
- 보후슬라프 마르티누(클라리넷, 트럼펫)
- 앙리 뒤티외(플루트)
- 자크 이베르(플루트)
- 다리우스 미요(오보에)
- 알렉산데르 탄스만(바순)
- 한스 베르너 헨체(플루트)

### 그 밖
- 한스 베르너 헨체(트럼펫 독주)
- 앙드레 졸리베(플루트와 클라리넷, 오보에와 바순)
- 외젠 보자(클라리넷 사중주, 플루트와 바순, 금관 오중주)
- 아르튀르 오네게르(바이올린과 첼로)
- 마누엘 폰세(기타 독주)
- 니콜로 파가니니(기타 독주)
- 파울 힌데미트(두 대의 플루트)